# فرودگاه موهلی بندر السلام
فرودگاه موهلی بندر السلام (به انگلیسی: Mohéli Bandar Es Eslam Airport) یک فرودگاه همگانی با کد یاتا NWA است که یک باند فرود آسفالت دارد و طول باند آن ۱۳۰۰ متر است. این فرودگاه در کشور اتحاد قمر قرار دارد و در ارتفاع ۱۴ متری از سطح دریا واقع شده‌است.